# Benoit Barros
Benoit Barros (* 6. srpen 1989) je francouzský profesionální fotbalista. Nastupuje na pozici obránce. V současné době působí ve francouzském týmu ASM Belfortaine FC.
S velkým fotbalem začal v týmu ASM Belfortaine FC. V roce 2010 si ho vyhlédlo vedení týmu Bohemians a přivedlo ho do svého kádru. Ještě tentýž rok hostoval také ve Vlašimi, než se vrátil zpět do Prahy, kde si také odbyl prvoligovou premiéru v zápase proti Spartě. Trvaleji se však do kádru "klokanů" neprosadil a dnes už opět hraje v týmu Belfortaine FC.